# Dragon Ball Z: Burst Limit
Dragon Ball Z: Burst Limit is een computerspel gebaseerd op de anime/manga Dragon Ball Z en is uitgekomen op de PlayStation 3 en de Xbox 360. Nieuwe mogelijkheden zijn bijvoorbeeld videofragmenten tussen de gevechten en een online modus. De story mode (genaamd Z chronicles) loopt van de Saiyan Saga tot en met de Cell Saga.

## Speelbare personages
Dragon Ball Z: Burst Limit telt 21 speelbare personages.
- Goku
- Kid Gohan
- Teen Gohan
- Vegeta
- Trunks
- Krillin
- Piccolo
- Yamcha
- Tien
- Nappa
- Broly
- Frieza
- Captain Ginyu
- Recoome
- Cell
- Android #16
- Android #17
- Android #18
- Raditz
- Saibamen
- Bardock